# 大秦帝国之裂变
《大秦帝国》（初名：大秦帝国）是中国大陆在2008年播出的一部电视剧，是《大秦帝国》系列第一部，以戰國時代秦国君主秦孝公與商鞅的人物故事為主軸，講述秦國由弱轉強的過程，來展現戰國時代波瀾壯闊的历史。
2006年，电视剧在河南焦作开机拍摄。此前，编剧孫皓暉在1993年即开始《大秦帝国》系列电视剧的剧本创作。1998年，完成136集电视剧剧本后，开始创作同名历史小说《大秦帝国》。2008年，小说全集出版。本剧剧情即是系列小说的第一部《黑色裂變》。小说其餘依順序為《國命縱橫》、《金戈鐵馬》、《陽謀春秋》、《鐵血文明》、《帝國烽煙》等。故事有別於其它同名小說與電視劇，此劇別稱“新《大秦帝國》”。該劇在首播時稱為《大秦帝國》，續作《大秦帝國之縱橫》开拍之後，此劇的正式名稱改為《大秦帝國之裂變》。该系列最后一部作品为《大秦赋》。

## 播出平台
| 頻道       | 所在地   | 播映日期       | 播出時間                                         | 備註                    |
| ---------- | -------- | -------------- | ------------------------------------------------ | ----------------------- |
| 年代綜合台 | 臺灣     | 2008年         |                                                  | 大秦帝國                |
|            | 中国大陆 | 2009年         |                                                  | 大秦帝国之裂变          |
| 緯來育樂台 | 臺灣     | 2017年12月15日 | 每週一至週五 20:00－22:00, 12月15日 21:00－22:00 | 大秦帝國之裂變          |
| PPTV       | 泰國     | 2015年7月13日  | 每周四和周五 14:55~15:55                         | จิ๋นซีฮ่องเต้ องค์จักรพรรดิผู้พิชิต |
| MCOT HD    | 泰國     | 2018年5月25日  | 每周一到周五 13:35~15:00                         | ฉิน กำเนิดแผ่นดินมังกร       |

## 播放平台
- 2008年5月美國洛杉磯北美電視（今天下衛視）
- 2008年7月起在台灣年代綜合台（有線電視46頻道）首播（51集版本）[2]
- 2008年11月在香港美亞電視劇台首播
- 2009年12月18日起於中國大陸網路視頻及電視台（陕西、河北、河南、福建四大卫视）首播
- 2010年8月7日日本銀河頻道（日语：チャンネル銀河）播出（日本チャンネル银河51话版）
- 2010年12月25日韓國AsiaN（朝鲜语：AsiaN (텔레비전 채널)）播出
- 2017年緯來育樂台播出

## 劇情
《大秦帝國》的故事主軸為衛鞅變法，描述一個貧弱老邁的秦國，在戰國初期列強環伺內憂外患下的蛻變過程。
戰國初期，魏國因魏文侯治國吳起用兵而雄視天下，霸權傳至魏惠王而威風不減，當時能人志士皆願投奔魏國，因為魏國不僅國力強大，而且商業發達民生富庶；相對的，秦國則面臨政爭內亂，加上國情民風與中原差異擴大，因此各國皆以夷狄待之……
秦國在這種艱困環境中，因為秦孝公與衛鞅兩人而徹底改變，他們不僅洗刷了前人的恥辱，更奠定了未來讓秦國一統天下的基礎……

## 演員
| 演員   | 角色              | 介紹 |
| 侯勇   | 秦孝公 （嬴渠梁） | 秦獻公之子。 |
| 王志飛 | 商鞅 （衛鞅）     | 戰國時代政治家。有人說他是尸子的徒弟。 |
| 高圓圓 | 白雪              | 大商賈獨生女，對衛鞅投懷送抱。但因衛鞅在秦國的處境，替他答應娶秦國公主。臨走時，託人告知衛鞅已懷孕，可能若干年後才能再見，後替衛鞅生下一子。 |
| 許還山 | 秦獻公 （嬴師隰） | 公子虔、嬴渠梁、熒玉公父，使秦國ㄧ度強大，以收復秦國失地為志，但因頻頻對外征戰，導致國弱民窮，最終因身中毒箭而亡。 |
| 呂中   | 太后              | 嬴渠梁、熒玉公母，公子虔養母，是一位深明大義的老人，也是秦孝公和衛鞅的堅實後盾。 |
| 齊芳   | 熒玉              | 秦國公主，商鞅之妻。 |
| 苑冉   | 玄奇              | 墨家弟子，秦孝公的红顏知己。 |
| 盧勇   | 嬴虔 （公子虔）   | 嬴渠梁之兄。早年跟隨其父秦獻公征戰，為秦國奉獻多年，但因姪子太子私自殺人觸犯秦國新法，而被衛鞅處以劓刑，自此也結下了和衛鞅及秦孝公的仇恨，被刑行後，多年閉門不出，雖心胸宰，恩怨情仇難消，但有大局觀，支持新法，私下調查當年太子殺人事件，才知幕後主使乃是甘龍。之後因秦國目前的情勢和衛鞅以死護法之志，告訴嬴駟必須處死衛鞅 |
| 劉乃藝 | 嬴駟 （秦惠文王） | 秦孝公之子，被守舊勢力設計利用，犯法，被流放後，後走遍秦國各地，瞭解了秦國的民間生活情況和衛鞅變法後的狀況，對於少年時的所做所為深深的感到後悔和反省，並積極向上，在孝公病重時被找回繼承君位，繼承君位後被甘龍、杜摯等守舊世族派給逼迫抓捕衛鞅並處死，因勢力弱小及穩定秦國情勢，在知衛鞅以死護法之志，而下令處死衛鞅。       |
| 馮鵬飛 | 少年贏駟          | 秦孝公之子，因年少氣盛輕狂而觸犯新法，後被秦孝公流放。 |
| 姜化霖 | 黑伯              | 秦孝公侍衛。秦孝公死後，守墳，於墳旁病死。 |
| 梅生翔 | 扁鵲              | 戰國時名醫，給秦國公主看病，而公主請他也為秦孝公看病。 |
| 毛樂   | 樗里疾            | 嚴疾君，為秦孝公之子，贏駟之弟，秦國的智囊。後輔佐秦惠文王赢駟。 |
| 郭常輝 | 子岸              | 秦國老將，ㄧ開始桀驁不馴，但是看到變法後的秦國使其逐漸強盛，改為衛鞅變法的堅定支持者，後成函谷關將軍，最終在贏虔想殺衛鞅時阻止贏虔，並用贏虔的劍自殺以阻止贏虔殺死衛鞅。 |
| 于洋   | 景監              | 竭力全力的輔佐商鞅，後被賜封為上大夫。娶令狐為妻。 |
| 侯祥玲 | 車英              | 秦國子車氏後代，後被孝公封為國尉。 |
| 任偉   | 王軾              | 咸陽令，秦孝公死後迂腐忠君，為守陵闖城犯法。 商君為其破例招致殺機。 |
| 孫蛟龍 | 荊南              | 楚國人，是一位啞巴，為衛鞅的貼身侍衛。 |
| 孫飛虎 | 甘龍              | 秦國上大夫，後被秦孝公封為太師。乃是當年太子殺人事件的幕後主使，這是經公子虔私下多年的調查結果，之後與守舊勢力叛亂被新君贏駟處死。 |
| 盧映   | 杜摯              | 秦國中大夫後被孝公封為太廟令，為守舊老世族派。 |
| 仇永力 | 公孫賈            | 身為太子的師傅因太子觸犯新法而被衛鞅處以黥刑(在臉上刻字之刑)，並被流放到隴西荒山，之後潛逃回咸陽想向衛鞅復仇時被子岸ㄧ劍刺死。 |
| 李立群 | 魏惠王 （魏罃）   | 起初魏國是諸侯國最强大的國家，由於他的昏庸無道使魏國走向衰敗。 |
| 杜雨露 | 公叔痤            | 魏國老丞相，商鞅的老師，在臨終曾經向魏惠王推薦衛鞅，並勸魏惠王如果不肯起用衛鞅必須殺掉衛鞅不能讓他為他國所用，最終還是叫衛鞅趕快離開魏國。 |
| 尤勇   | 龐涓              | 鬼谷子徒弟，魏國上將軍，有遠見的卓識，預測到了未來秦國的崛起，ㄧ直主張先攻滅秦國，最終也因為自己器量狹小的性格而在馬陵之戰中戰死。 |
| 姜華   | 龍賈              | 魏國河西守將 |
| 盧超凡 | 晉鄙              | 魏國河西副將。親見秦魏河西之戰，不僅公子卬騎兵失利，與河西戰陣也失利。 |
| 王輝   | 公子卬            | 魏惠王之弟。膏粱子弟，腐敗無能。 |
| 劉牧   | 太子申            | 魏惠王之子，公子卬一起在馬陵之戰戰敗。 |
| 陳之輝 | 侯贏              | 魏國隱士，偷虎符救趙。 |
| 張炳琪 | 趙良              | 曾經和衛鞅說自己強行使秦國變法會給自己帶來殺身之禍的人。 |
| 午馬   | 百里遙            | 百里溪之後人。 |
| 李海鴿 | 令狐              | 嫁給景監為妻。 |
| 趙冬柏 | 申不害            | 申子，在韓國進行了史上著名的申不害變法。 |
| 趙楊   | 梅姑              | 白雪的僕人。 |
| 馮崢   | 山甲              | 徙木立信的少年。 |
| 夏露   | 河丫              | |
| 徐玉庭 | 老白駝            | 為秦孝公刻國恥石的石工。 |
| 劉冰峰 | 甘成              | 甘龍之子。 |
| 季晨   | 齊威王 （田因齊） | 聽從孫臏之建議，實施圍魏救趙之策，於馬陵等兩次大戰中獲勝。 |
| 董祁明 | 孫臏              | 與龐涓有刖足之恨。當齊國的軍師，幫齊國出謀劃策，於馬陵之戰打敗龐涓。 |
| 李世德 | 慎到              | 齊國人，法家代表人物之一。 |
| 周玉華 | 禽滑釐            | 墨家第二代巨子。 |
| 王迎奇 | 鄧陵子            | |
| 李菲兒 | 黑棗              | 贏駟流浪遊學期間的愛人，因贏駟無法與其長相私守而跳崖身亡。 |
| 李卓   | 白縉              | |
| 焦長道 | 孟坼              | |
| 任希鴻 | 西乞弧            | |
| 錢衛東 | 苦獲              | |
| 阚金明 | 趙亢              | |

## 獎項
- 第25届中国电视金鹰奖 优秀电视剧奖/最佳美术单项奖

## 制作人员
- 总制片人：焦阳
- 导演：黄健中、延艺
- 编剧：孙皓晖

## 電視劇歌曲
| 曲序 | 曲目                         |                | 作曲   | 演唱者         |
| ---- | ---------------------------- | -------------- | ------ | -------------- |
| 1.   | 《大风起兮云飞扬》（主題曲） | 孙皓晖、邓康延 | 赵季平 | 廖昌永、谭晶   |
| 2.   | 《相爱耕织》（插曲）         | 孙皓晖、邓康延 | 赵季平 | 雷佳           |
| 3.   | 《风华绝代》（插曲）         | 孙皓晖、邓康延 | 赵季平 | 谭晶           |
| 4.   | 《赳赳老秦》（插曲）         | 孙皓晖、邓康延 | 赵季平 | 北京爱乐合唱团 |

- 演　奏：中国爱乐乐团

## 作品的變遷
| 臺灣 緯來育樂台 每週一至週五 20:00－22:00 · 12月15日 21:00－22:00 | 臺灣 緯來育樂台 每週一至週五 20:00－22:00 · 12月15日 21:00－22:00 | 臺灣 緯來育樂台 每週一至週五 20:00－22:00 · 12月15日 21:00－22:00 |
| ----------------------------------------------------------------- | ----------------------------------------------------------------- | ----------------------------------------------------------------- |
|                                                                   | 大秦帝國之裂變 （2017年12月15日－）                               |                                                                   |
| 少林問道 （2017年11月14日－2017年12月14日）                       | 未知                                                              |                                                                   |

| 泰國 MCOT HD ASIAN SERIES 每周一到周五 13:35 - 15:00 | 泰國 MCOT HD ASIAN SERIES 每周一到周五 13:35 - 15:00 | 泰國 MCOT HD ASIAN SERIES 每周一到周五 13:35 - 15:00 |
| ---------------------------------------------------- | ---------------------------------------------------- | ---------------------------------------------------- |
|                                                      | 大秦帝国之裂变 （2018年5月25日 - 2018年月日） ()     |                                                      |
| 碧血书香梦 （2018年4月11日 - 2018年5月24日） ()      | —                                                    |                                                      |